# Ходжамурадов, Чары
Чары Ходжамурадов (туркм. Çary Hojamyradow) — туркменский государственный деятель, судья.

## Биография
Родился в 1962 году в поселке Бахарден Бахарденского района.
Образование высшее. В 1984 году окончил Туркменский государственный университет. По специальности — юрист.
1984—1990 — стажер, адвокат юридической консультации этрапа имени Президента Ниязова города Ашхабада.
1990—1992 — стажер Копетдагского этрапского суда города Ашхабада, судья Абаданского городского суда, судья Копетдагского этрапского суда города Ашхабада.
1992—1998 — судья Верховного суда Туркменистана.
1998 — 20.11.2002 — заместитель председателя, исполняющий обязанности председателя, председатель Ашхабадского городского суда.
20.11.2002 — 2006 — председатель Дашогузского велаятского суда.
2006 — 13.07.2007 — председатель Ашхабадского городского суда.
13.07.2007 — 03.03.2008 — председатель Верховного суда Туркменистана.
03.03.2008 — 25.06.2010 — Генеральный прокурор Туркменистана.
25 июня 2010 года временно отстранен от должности «в связи с невозможностью исполнения служебных обязанностей по состоянию здоровья».
28.08.2010 — 04.10.2011 — Генеральный прокурор Туркменистана.
4 октября 2011 года освобожден от должности «по состоянию здоровья».
По состоянию на октябрь 2016 года проживал в г. Ашхабаде.

## Варианты транскрипции фамилии
- Фамилия: Ходжамырадов